# Район Тікуса
Райо́н Чіку́са (яп. 千種区, ちくさく, МФА: [t͡ɕi̥kusa ku̥]) — район міста Наґоя префектури Айті в Японії.  Площа становить 18,23 км². Станом на 1 серпня 2011 року населення складало 160 715  осіб, густота населення — 8820 осіб/км².

## Освіта
- Наґойський університет (головний кампус)